# Supplementum Horti botanici hafniensis
Supplementum Horti botanici hafniensis (abreviado Suppl. Hort. Bot. Hafn.) es un libro con ilustraciones y descripciones botánicas que fue escrito por el médico y  botánico danés Jens Wilken Hornemann. Se publicó en el año 1819.